# Power Architecture
Power Architecture är ett vitt begrepp som används för att beskriva liknande instruktionsset (ISA, Instruction Set Architecture) för RISC-processorer utvecklade och tillverkade av företag till vilka IBM, Freescale, AMCC, Tundra och P.A. Semi kan räknas. Över Power Architecture bestämmer idag Power.org, ett konsortium som består av över 40 företag, organisationer och institutioner.
Namnet "Power Architecture" bör inte förväxlas med olika generationer av "POWER-arkitekturer" då det första är en vidare term där POWER ingår, tillsammans med PowerPC och Cell.

## Historia

Ett schema över utvecklingen av olika POWER, PowerPC och Power Instruktionsuppsättningar.

Power Architecture började sitt liv hos IBM i slutet av 1980-talet när de behövde en högpresterande RISC-arkitektur för servrar och arbetsstationer i mellansegmentet. Resultatet var POWER-arkitekturen och den första implementeringen kom 1990 i form av RISC System/6000 eller RS/6000 som den senare kom att kallas. Detta var RIOS-processorn som bestod av 11 chip. Den kom senare att kallas för POWER1.
1992 bildade Apple, Motorola och IBM den så kallade AIM-alliansen för att utveckla en variant av POWER-processorn för en bredare marknad. Resultatet var PowerPC-arkitekturen, en bantad variant av POWER-arkitekturen. Första implementationen var PowerPC 601 1993 som lånade kraftigt från singelchipversionen av POWER1. Den kom att användas i Apples Power Mac-datorer samt IBM:s RS/6000-system.
IBM expanderade sin POWER-arkitektur för RS/6000-serien, vilket resulterade i POWER2-processorn 1993 med 8 chip, och singelchip-versionen kallad P2SC, "POWER2 Super Chip", 1996.
Parallellt, under tidigt 1990-tal, försökte IBM att även ersätta de CISC-baserade AS/400-minidatorerna med en RISC-arkitektur. Företagsledningen ville använda PowerPC, men behövde utöka den. Denna nya arkitektur kallades Amazon eller PowerPC AS. RS/6000-utvecklare blandade sig i och lade till funktioner från POWER2 och allt slutade med den 64-bitars RS64-serien 1997. Dessa kom att användas i både RS/6000-system och AS/400.
AIM-alliansen fortsatte att utveckla PowerPC mellan 1995 och 1997 och släppte den andra generationen PowerPC-processorer: PowerPC 602 för set top-boxar och spelkonsoler, PowerPC 603 för inbäddade tillämpningar och bärbara datorer, PowerPC 604 för arbetsstationer och PowerPC 620, en högpresterande 64-bitarsvariant för servrar. 602 och 620 användes nästan inte men 603, 604 och deras efterföljare blev mycket populära i sina respektive områden. Under samma tid utvecklade IBM och Motorola även en speciell förlängning av PowerPC-specifikationen kallad "Book E" för inbäddade system; Motorolas PowerQUICC-processorer och IBM:s PowerPC 400-familj.
AIM-alliansens sista ansträngning blev den tredje generationen PowerPC-processorer, "PowerPC 750" 1997, varefter IBM och Motorola gick skilda vägar för att vidareutveckla PowerPC-arkitekturen på egen hand. Dessa "G3"-processorer fick vid spridning i industrin, både i datorer och inbäddade system, och IBM fortsatte utveckla dem i många år. Motorola å sin sida valde att fokusera på inbäddade SoC-processorer och vad den fjärde generationen PowerPC, PowerPC 7400, som inkluderade SIMD-funktioner (Single instruction, multiple data) kallade AltiVec. "PowerPC G4" kom 1999 och användes flitigt av Apple i arbetsstationer och bärbara datorer, och blev även mycket populär i telekomindustrin.
1998 kom POWER3 som slog samman PowerPC- och POWER2-arkitekturerna, men den användes enbart i IBM:s egna RS/6000-servrar.
År 2000 kom den sista implementationen av Amazon-arkitekturen. RS64-IV-processorn användes i AS/400 och RS/6000, nu omdöpta till eServer iSeries respektive eServer pSeries. IBM byggde också Gekkoprocessorn för Nintendos spelkonsol GameCube. Den baserades på PowerPC 750CXe.
2001 introducerade IBM POWER4 som kombinerade och ersatte både Amazon- och POWER3-arkitekturerna, i vad som kom att kallas för PowerPC ISA v.2.00.
2002 sökte Apple desperat efter en ny högpresterande PowerPC-processor och fick IBM att bygga PowerPC 970 åt dem. Apple kallade denna den femte generationen PowerPC eller "G5". 970 härstammar från POWER4, men saknar vissa funktioner som fanns i POWER3 och Amazon. Den har dock en Altivecenhet motsvarande den i G4-processorerna. PowerPC 970 användes av Apple i de sista PowerPC-baserade system, av IBM i pSeries-servrar och av andra i högpresterande inbäddade tillämpningar.
Motorola sålde 2003 sin linje PowerPC-baserade systemcontrollers, PowerPC 100-familjen, till Tundra och passade samtidigt på att knoppa av sin halvledardivision till det nya dotterbolaget Freescale, som fortsätter PowerPC-utvecklingen.
Kinesiska Culturecom licensierade 2003 PowerPC-teknologi från IBM för att tillverka sina V-Dragon-processorer.
POWER5 introducerades 2004 av IBM, och det är en evolution av POWER4 som knuffade upp PowerPC-specifikationen till version 2.01 och därefter (ett år senare) till 2.02 med POWER5+.
2004 köpte AMCC PowerPC-tillgångarna från IBM rörande PowerPC 400-familjen.
2004 grundades även Power.org av IBM och 15 andra företag som alla är inblandade i utveckling av produkter baserade på Power Architecture. Syftet är att främja utveckling och användning av Power Architecture-teknologi.
2005 tillkännagav Apple att man avsåg att sluta använda PowerPC-processorer i sina produkter och i stället gå över till Intelbaserade processorer med början 2006.
Under 2005 släpptes även specifikationerna för Cellprocessorn, som utvecklats under en fyraårsperiod av IBM tillsammans med Sony och Toshiba. Den primära användningen är Sonys spelkonsol PlayStation 3. Cell använder en enkel 64-bitars PowerPC-kärna kallad PPE och flera oberoende SIMD-kärnor kallade SPE. IBM släpper även Xenonprocessor, en trippelkärnad 64-bitars PowerPc-processor för användning i Microsofts spelkonsol Xbox 360. Tillsammans med den PowerPC-baserade Broadwayprocessorn i Nintendos spelkonsol Wii har IBM därmed satt PowerPC-processorer i alla tre spelkonsoler av senaste generationen.
P.A. Semi licensierade PowerPC-teknologi från IBM under 2005 för att konstruera egna PowerPC-baserade PWRficient-processorer.
Freescale anslöt sig till Power.org under 2006 och IBM öppnade specifikationerna av PowerPC 405 för gratis användning inom den akademiska världen.
Power.org tillkännager att de kommer släppa en enhetlig specifikation, Power ISA 2.03, som inkluderar alla tidigare specifikationer. Detta kommer bland annat inkludera AltiVec, virtualisering, variabel instruktionslängd (2-byte tillsammans med 4-byte-instruktioner som PowerPC-standarder tidigare haft) i specifikationen.
Power.org arbetar även med en referensplattform för datorer baserade på Power Architecture och Linux, kallad Power Architecture Platform Reference eller PAPR. PAPR-specifikationen väntas släppas under tredje kvartalet 2006.
Tre av de fyra snabbaste och 20 av de 50 snabbaste superdatorerna i världen är baserade på Power Architecture enligt Top500-listan som uppdateras två gånger om året.
Det är i första hand sex företag som utvecklar sina egna processorer baserade på Power Architecture-teknologi: IBM, Freescale, Tundra, Culturecom, AMCC och P.A. Semi.

## Implementeringar
Några exempel

### Processorer
- PowerPC-processorer från IBM, freescale, Tundra, AMCC, P.A. Semi, Atmel, och andra.
- PowerQUICC-processorer från Freescale
- POWER-processorer från IBM
- BlueGene/L-processorer för superdatorer från IBM
- Cell-processorn från IBM, Sony och Toshiba
- Virtex-FPGA:er från Xilinx
- V-Dragon-processorer från Culturecom

### System
- iSeries- och pSeries-servrar och BlueGene/L-superdatorer från IBM
- PowerMac, iMac, iBook och PowerBook från Apple
- PegasosPPC-datorer från Genesi
- TiVo series 1
- Cell- och PowerPc-baserade datorer från Mercury
- Spelkonsolerna GameCube och Wii från Nintendo
- Xbox 360 från Microsoft
- PlayStation 3 från Sony
- RAD6000 och RAD750, strålningssäkrade processorer för användning i rymden, från BAE Systems.
- Routrar från Cicso

- Skrivare, bilar, flygplan (bland annat JAS-39 Gripen), medicinsk visualisering, telekomutrustning, satelliter, RIR:ar, set top-boxar, etc, från en mängd olika företag.